# Hans Hofer (Politiker, 1944)
Hans Hofer (* 1. Juli 1944, heimatberechtigt in Meggen) ist ein Schweizer Politiker (CSP OW). Er war von 1990 bis 2009 Regierungsrat des Kantons Obwalden.
Der ehemalige Sekundarlehrer war von 1986 bis 1990 Mitglied des Kantonsrat. 1990 wurde er von der Obwaldner Landsgemeinde zum Regierungsrat gewählt. Dort leitete er das Bildungs- und Kulturdepartement. 1998/99, 2000/01, 2002/03 und 2007/08 war er der Landammann. 2009 trat er auf Ende des Amtsjahres zurück.